# Antigravità

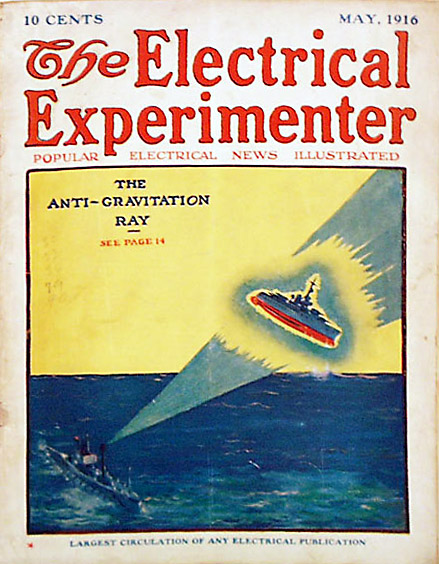
Illustrazione di copertina della rivista Electrical Experimenter (maggio 1916) che presenta un misterioso "raggio antigravità" in grado di sollevare una nave.

L'antigravità è la capacità di liberare un corpo dall'influenza della forza di gravità. In tal senso non ci si riferisce a sistemi che contrastano la forza di gravità con una forza uguale e contraria da essi stessi prodotta, come ad esempio con l'elicottero, bensì a situazioni in cui l'influenza della gravità venga annullata dall'effetto di altre forze con azione a distanza, da effetti dovuti ad accelerazione centripeta o, nel campo della fantascienza, da qualche tipo di tecnologia.

## Ricerca storica sulla comprensione della gravità
Attraverso i secoli, il fenomeno della gravità ha rappresentato una sfida intellettuale per l'umanità, dando vita a diversi tentativi di comprensione e interpretazione. Le prime concezioni risalgono all'antichità, in particolare alla visione aristotelica, che proponeva un modello geocentrico in cui gli oggetti si muovevano verso la Terra poiché, secondo il filosofo greco, Aristotele, erano alla ricerca del loro "luogo naturale". Si sosteneva che gli oggetti più pesanti dovessero cadere più rapidamente, un concetto che avrebbe dominato il pensiero occidentale per molti secoli.
Nel XVII secolo, Galileo Galilei rivoluzionò la comprensione della gravità attraverso una serie di esperimenti pionieristici.  Lasciando cadere oggetti di varie masse dalla Torre di Pisa, dimostrò che, in assenza di resistenza dell'aria, gli oggetti cadono tutti con la stessa accelerazione, una scoperta che sfidava apertamente le concezioni aristoteliche.
Il culmine di questa ricerca si ebbe con Isaac Newton, il quale, sempre nel XVII secolo, formulò la celebre legge di gravitazione universale. La sua teoria, descritta nella monumentale opera "Philosophiæ Naturalis Principia Mathematica", concepiva la gravità come una forza di attrazione tra due masse, spiegando così le leggi del moto planetario e terrestre.
Nel corso degli anni, le indagini sulla gravità hanno beneficiato degli sviluppi tecnologici. Nel XVIII e XIX secolo, esperimenti con bilance a torsione, condotti da scienziati come Henry Cavendish, permisero di misurare la costante di gravitazione e affinare la comprensione della densità terrestre. Tuttavia, l'evoluzione concettuale raggiunse il suo apice nel XX secolo con la teoria della relatività generale di Albert Einstein. Pubblicata nel 1915, questa teoria rappresenta una rottura paradigmatica, spiegando la gravità come la curvatura dello spaziotempo causata dalla presenza di massa ed energia. Nonostante queste straordinarie progressioni nella comprensione della gravità, la ricerca sull'anti-gravità è stata spesso associata a idee speculative e affermazioni non supportate da evidenze scientifiche. Concetti di manipolazione dei campi gravitazionali o di generazione di effetti repulsivi hanno suscitato l'interesse di alcuni, ma finora mancano di basi empiriche solide.

## Dati empirici e iniziative commerciali
Nel vasto panorama delle ricerche antigravitazionali, sono emersi sforzi significativi, ma la mancanza di risultati replicabili ha mantenuto quest'area ai margini della validazione scientifica.

### Dispositivi Giroscopici
I giroscopi, quando sottoposti a rotazione, inducono una forza che agisce in una direzione "fuori dal piano" e può erroneamente apparire come una forza contrastante alla gravità. Nonostante questa forza sia ampiamente riconosciuta come illusoria, anche alla luce dei principi newtoniani, ha suscitato numerose rivendicazioni relative a dispositivi antigravitazionali, con vari dispositivi che hanno ottenuto brevetti. Tuttavia, nessuno di tali dispositivi ha mai dimostrato la propria efficacia in condizioni controllate, spesso risultando associati a teorie del complotto.
Un esempio di dispositivo giroscopico è illustrato in una serie di brevetti concessi a Henry Wallace tra il 1968 e il 1974. Questi dispositivi consistono in dischi di ottone in rapida rotazione, composti principalmente da elementi con spin nucleare totale semi-intero. Wallace sosteneva che facendo ruotare rapidamente un disco di tale materiale, si verificasse un allineamento dello spin nucleare, creando così un campo "gravitomagnetico" in analogia al campo magnetico generato dall'effetto Barnett. Tuttavia, non esistono test indipendenti o dimostrazioni pubbliche dell'efficacia di tali dispositivi.
Nel 1989, si riportò che il peso diminuisse lungo l'asse di un giroscopio in rotazione verso destra. Un test condotto un anno dopo non confermò tale affermazione, producendo risultati nulli.

### Gravitatore di Thomas Townsend Brown
Nel corso del 1921, durante il periodo in cui frequentava il liceo, Thomas Townsend Brown fece una scoperta intrigante in relazione a un tubo radiogeno sottoposto a tensione elevata, notando un apparente mutamento di massa in funzione della sua orientazione su una bilancia. Negli anni '20, Brown sviluppò questa osservazione concependo dispositivi che integravano tensioni elevate con materiali caratterizzati da notevoli costanti dielettriche, essenzialmente grandi condensatori. Egli coniò il termine "gravitatore" per descrivere tali dispositivi. Nel comunicare i risultati dei suoi esperimenti, Brown affermò di aver osservato effetti antigravitazionali. Nel corso degli anni, proseguì la sua ricerca, elaborando vari dispositivi ad alta tensione e cercando di presentare le sue idee a compagnie aeree e istituzioni militari. Brown fu colui che coniò il termine "effetto Biefeld-Brown" per descrivere i suoi dispositivi. I suoi test su dispositivi a condensatore asimmetrico nel vuoto furono finalizzati a dimostrare che non si trattava meramente di un effetto elettro-idrodinamico generato dal flusso di ioni ad alta tensione nell'aria.

## Nella fantascienza

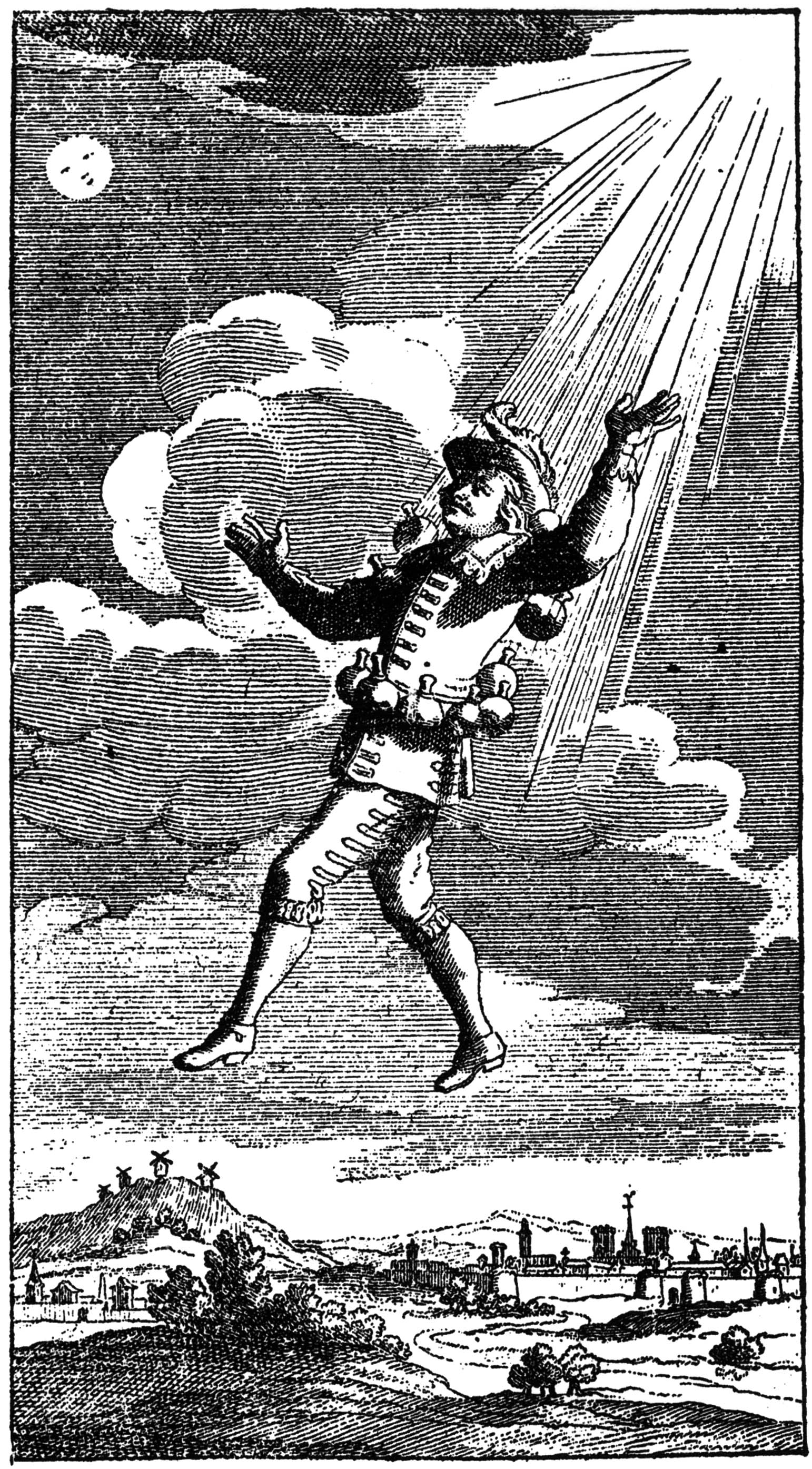
Illustrazione da L'altro mondo o Gli stati e gli imperi della luna (Histoire comique contenant les États et Empires de la Lune, 1657) di Savinien Cyrano de Bergerac, in cui l'autore descrive il proprio viaggio immaginario verso la Luna.

- Un primo tentativo di immaginare una sostanza in grado di vincere la gravità si deve a Savinien Cyrano de Bergerac, che ne L'altro mondo o Gli stati e gli imperi della luna (Histoire comique contenant les États et Empires de la Lune, 1657) effettua un primo tentativo di raggiungere la Luna utilizzando una cintura fatta di ampolle piene di rugiada la quale, evaporando attratta dal sole, lo solleva in cielo.

- Nel romanzo Across the Zodiac (1880) di Percy Greg,[1] il protagonista raggiunge il pianeta rosso su un'astronave ad antigravità, compiendo uno dei primi viaggi immaginari su Marte[2] statunitensi.[3]

- Lo scrittore italiano Ulisse Grifoni, nel romanzo del 1887 Dalla Terra alle stelle. Viaggio meraviglioso di due italiani ed un francese, immagina la scoperta casuale di una vernice in grado di sconfiggere la gravità, grazie alla quale costruisce una nave spaziale in grado di giungere fino al pianeta Marte, dove incontrano i suoi abitanti.[4][5]

- Un'analoga sostanza, la cavorite, viene immaginata dallo scrittore britannico H. G. Wells nel suo romanzo I primi uomini sulla Luna (1901), sostanza che, inventata dal prof. Cavor di cui prende il nome,  permette a quest'ultimo di giungere sulla Luna, assieme al suo compagno di avventure, scoprendo che il satellite della Terra, contro ogni aspettativa, è abitato.

## Arti visive
Nel suo Golconda del 1953 René Magritte dipinge una situazione surreale dovuta all'assenza di gravità, che le immagini reali degli astronauti galleggianti nello spazio del decennio successivo hanno reso familiare. «Gli uomini con la bombetta che stanno cadendo, ma non paiono accorgersene, anzi sembrano credersi immobili, trasmettono una sensazione di disagio. Magritte riesce a esprimere un concetto fondamentale: i punti di vista di osservatori diversi sono equivalenti qualunque sia il loro movimento».
Nel fumetto Garth, creato nel 1943 dal fumettista inglese Steve Dowling, uno dei disegnatori che si avvicendarono nella realizzazione delle immagini, Martin Asbury, nel 1976, appena prende in mano le redini della narrazione, invia al concorso de Le Quinzième salon de la caricature di Montreal una delle sue prime strisce della storia dove si racconta che gli antenati degli abitanti di un pianeta della galassia conobbero in tempi lontanissimi il segreto del deflettore dell'antigravità che un malvagio nemico rubò. Un personaggio invia la propria figlia ad affrontare la pericolosa missione del recupero del segreto che porterebbe alla sottomissione del pianeta vittima dell'abuso.